# LT&SR First Class 6
Die Abteilwagen der 1. Klasse (im Englischen mit First Class bezeichnet) nach Musterblatt 6 der britischen London, Tilbury and Southend Railway (LT&SR) wurden ab 1901 gebaut.

## Geschichte
1901 ließ die LT&SR bei der Metropolitan Railway Carriage and Wagon Company die ersten Personenwagen mit Drehgestellen bauen. Neben Wagen der 3. Klasse nach Musterblatt 18, Wagen der 3. Klasse mit Gepäckabteil nach Musterblatt 25 und gemischtklassigen Wagen nach Musterblatt 10 entstanden zwischen 1901 und 1911 insgesamt 20 Wagen der 1. Klasse.
Ein 1904 und zwei 1906 gebaute Wagen bekamen versuchsweise eine Toilette. Dazu wurde ein Abteil entsprechend verkleinert. Zugang zu dieser Toilette bestand aber nur für die zwei angrenzenden Abteile. Die ab 1910 gebauten Wagen bekamen einen rund 10 cm breiteren Wagenkasten, was jedoch keinerlei Einfluss auf die Anzahl der Sitzplätze hatte.
Mit der Übernahme der LT&SR durch die Midland Railway (MR) 1912 ging der komplette Wagenbestand an die MR über. Alle Exemplare erlebten auch 1923 den Zusammenschluss der MR mit anderen Gesellschaften zur London, Midland and Scottish Railway (LMS).

## Lackierung und Beschriftung
Die Wagenkästen bestanden, wie bei allen Personenwagen der LT&SR, aus klarlackiertem Teakholz und hatten goldfarbene Zierlinien und Beschriftungen mit rotem Schatten. Die Dächer waren hellgrau, Fahrgestelle und alle anderen Metallteile wurden schwarz lackiert.